# Mauricio de los Países Bajos
Mauricio de los Países Bajos (La Haya, 15 de septiembre de 1843 - id. 4 de junio de 1850) fue el segundo hijo del rey Guillermo III de los Países Bajos y de su primera esposa la princesa Sofía de Wurtemberg.

## Muerte
El príncipe Mauricio desarrolló meningitis a fines de mayo de 1850. Sus padres, cuya relación ya era mala en ese momento, tuvieron una discusión en la cama del enfermo sobre los médicos a los que se debía consultar. La reina se negó a dejar que el médico personal del rey tratara a su hijo. El rey negó el acceso a la cama al médico elegido por Sofía. El príncipe murió el 4 de junio de 1850 a la edad de seis años. Una reina amargada le escribió a uno de sus amigos:

«Mi hijo está muerto. Cerré sus ojos yo misma. Todo lo que queda de esperanza y alegría en esta tierra se ha ido para siempre… Espero poder morir pronto. Mi miseria aumenta cada día. Cada cara que tengo que ver es tortura; tengo en mente la cara puntiaguda de mi hijo moribundo, cómo me rogó que lo ayudara, mientras que no era posible».

El 10 de junio, el príncipe Mauricio fue enterrado en la cripta de la Casa de Orange en Nieuwe Kerk en Delft. Su hermano Alejandro nacería un año después de su muerte. En su honor, un canal y una calle en La Haya llevan su nombre Mauritskade.

## Títulos y tratamientos
| ● 15 de septiembre de 1843-4 de junio de 1850: | Su alteza real el príncipe Mauricio de los Países Bajos, príncipe de Orange-Nassau |

- Datos: Q2735203
- Multimedia: Prince Maurice of the Netherlands / Q2735203